# 杰茜·米勒
杰茜·米勒（英語：Jessie Mueller，1983年2月20日—），女，美国演员、歌手。曾获得托尼奖最佳音乐剧女主角。